# Charles Heddle
Charles William Maxwell Heddle (* 1812 in Freetown im heutigen Sierra Leone; † 29. April 1889 Cannes, Frankreich) war ein schottischstämmiger sierra-leonischer Unternehmer und Reeder.
Charles Heddle wurde als Sohn des Schotten John Heddle aus Kirkwall und der Sierra-Leonerin Sophy Bouchier geboren. Sein Vater starb noch vor der Geburt. Heddle wuchs in Kirkwall auf und besuchte die Dollar Academy. Sein erstes Unternehmen gründete er 1834 in Banjul (Bathurst) in Gambia. Einige Jahre später kehrte er nach Sierra Leone zurück. Dort half er seinem Onkel Robert Heddle beim Ausbau seines Unternehmens, das zu einem der größten Erdnusshändler heranwuchs und später auch Schiffe besaß und betrieb. Heddle galt zu der Zeit als reichster Mensch Afrikas.
Am 23. April 1859 erwarb Heddle die Heddle’s Farm, die später an die Regierung verkauft wurde. Sie ist heute eines der Nationaldenkmäler Sierra Leones. 1870 zog Charles Heddle nach Frankreich, wo er 19 Jahre später starb.
Nach Charles Heddle wurde ein Handelsschiff benannt.